# Adam Gradiščak
Adam Gradiščak (14 de septiembre de 2003) es un deportista croata que compite en tiro con arco, en la modalidad de arco recurvo. Ganó una medalla de bronce en el Campeonato Europeo de Tiro con Arco en Sala de 2024, en la prueba por equipo.

## Palmarés internacional
| Campeonato Europeo en Sala | Campeonato Europeo en Sala | Campeonato Europeo en Sala | Campeonato Europeo en Sala |
| Año                        | Lugar                      | Medalla                    | Prueba                     |
| -------------------------- | -------------------------- | -------------------------- | -------------------------- |
| 2024                       | Varaždin (Croacia)         | Medalla de bronce          | Equipo                     |